# Metropool (stad)

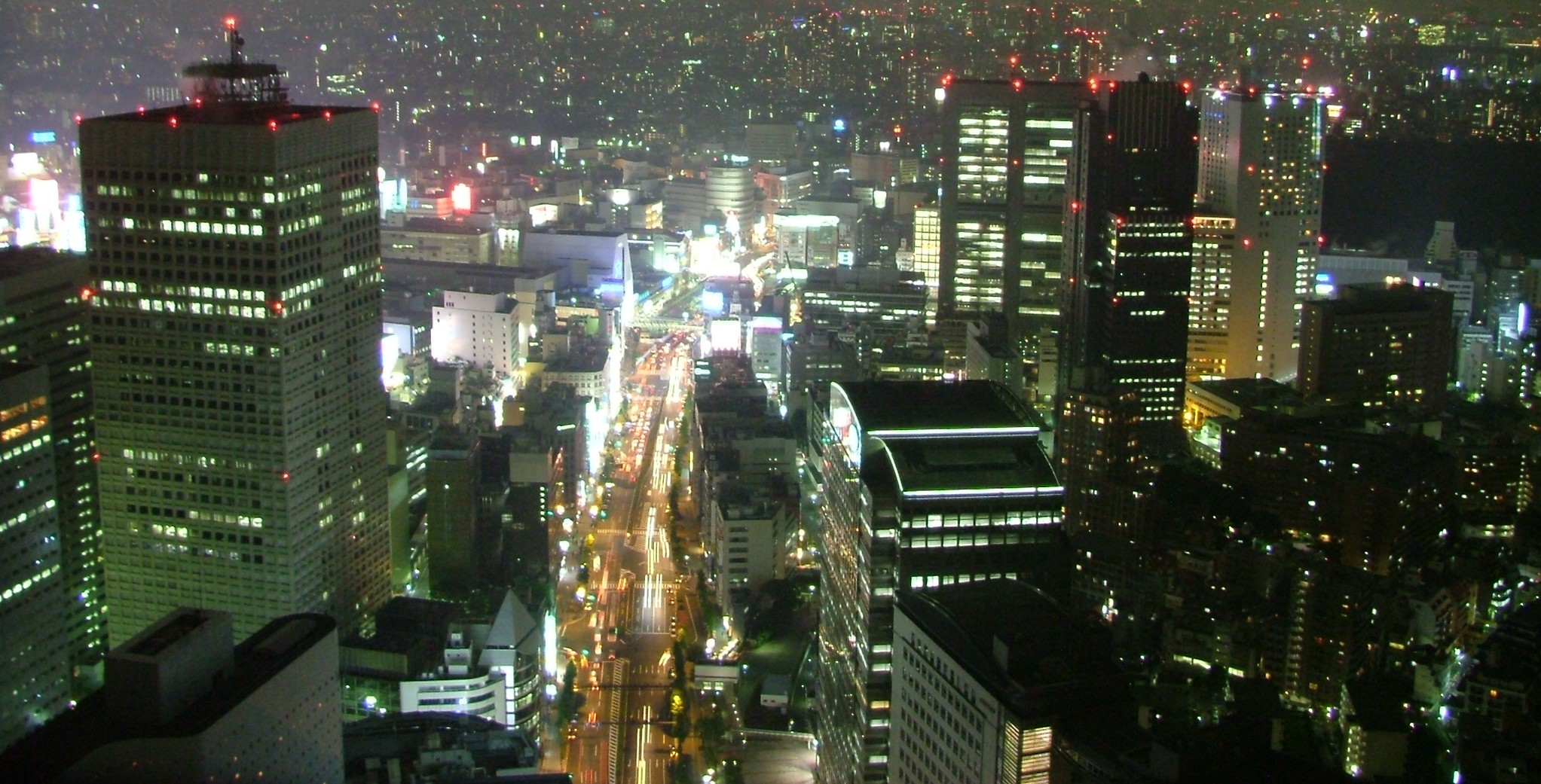
Tokio, bij nacht

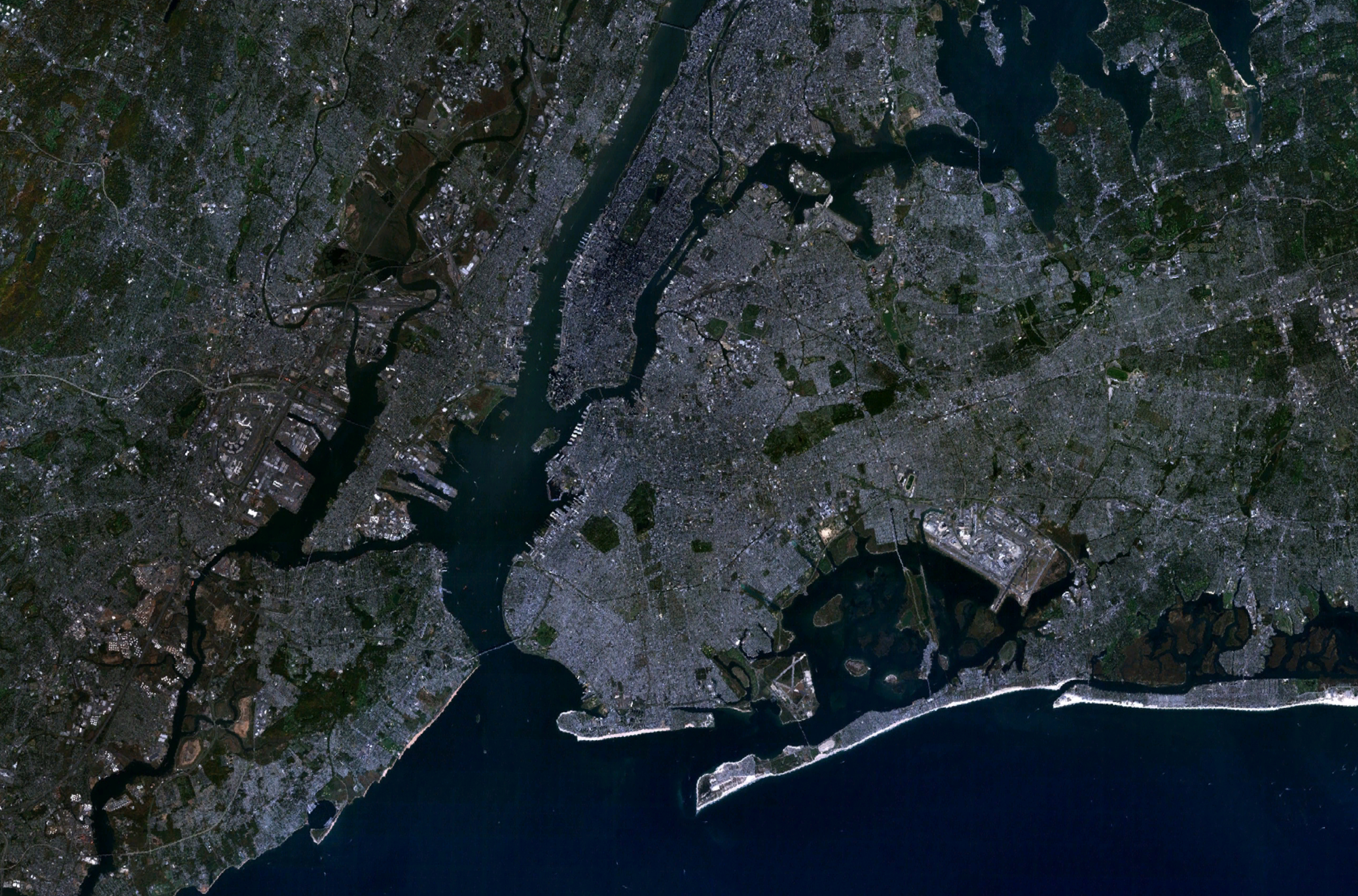
Satellietbeeld van New York

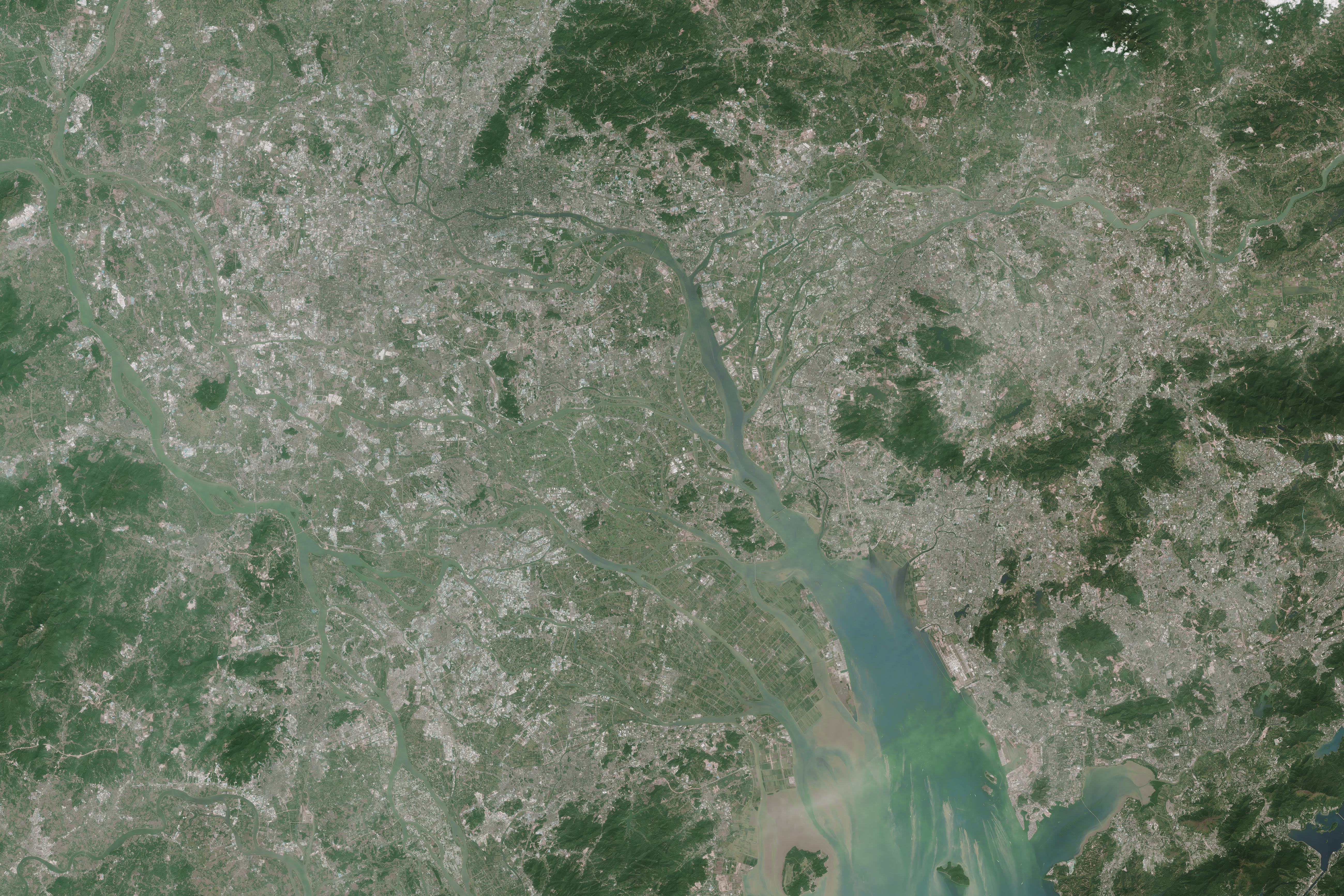
Satelietbeeld van Guangzhou (Kanton)

Een metropool (Oudgrieks μήτηρ mētēr = moeder, πόλις pólis = stad) is een agglomeratie bestaande uit een zeer grote stad met de bijgelegen stedelijke gebieden, waaronder voorsteden. Ook bevat deze het perifere ommeland daaromheen dat niet per se stedelijk is, maar waarvan de inwoners aan de stad zijn verbonden door werk of winkelgelegenheden. Dit ommeland wordt forensengebied genoemd. Het aantal inwoners van een metropool kan daardoor beduidend groter zijn dan dat van de stad zelf. De overtreffende trap van een metropool is een megalopool.
Metropool is afgeleid van het Griekse woord metropolis en betekent moederstad. Een dergelijke stad vormt het middelpunt van een regio op politiek, wetenschappelijk, cultureel en sociaal niveau. Bekende voorbeelden van metropolen zijn Londen, Parijs, Tokio, Shanghai en New York.
De aanduiding metropool en wereldstad worden synoniem aan elkaar gebruikt. Metropolen zijn stedelijke gebieden met meer dan 1 miljoen inwoners. Het woord metropool wordt, in tegenstelling tot het woord wereldstad, dat internationaal als absoluut begrip wordt gebruikt, ook relatief gebruikt om de relatie van een stad met de omliggende omgeving aan te geven. Voorbeeld: Groningen de metropool van het noorden. Het begrip metropool wordt gebruikt om steden aan te geven waar een bepaalde activiteit of bedrijventak veel voorkomt, zoals kunstmetropool of financiële metropool.
Metropolisering is de stijging in de concentratie van wetenschap, politiek of cultuur binnen een gebied of stad, zoals de politieke metropolisering van Brussel. Met dit begrip wordt soms verstedelijking aangeduid.
Decennialang was Groot-Tokio de grootste metropool ter wereld. Volgens diverse instanties is deze koppositie inmiddels overgenomen door de Parelrivierdelta, een snelgroeiende metropoolregio in Zuid-China rondom de stad Guangzhou (Kanton).

## Grootste metropolen ter wereld
| Rang | Gebiedsnaam | Land      | Bevolking (geschat) |
| ---- | ----------- | --------- | ------------------- |
| 1    | Guangzhou   | China     | 72.700.000          |
| 2    | Shanghai    | China     | 41.600.000          |
| 3    | Tokio       | Japan     | 41.200.000          |
| 4    | Delhi       | India     | 35.700.000          |
| 5    | Jakarta     | Indonesië | 29.500.000          |

## Grootste metropolen in Afrika
| Rang | Gebiedsnaam           | Land           | Bevolking (geschat) |
| ---- | --------------------- | -------------- | ------------------- |
| 1    | Caïro                 | Egypte         | 22.800.000          |
| 2    | Lagos                 | Nigeria        | 21.300.000          |
| 3    | Kinshasa              | Congo-Kinshasa | 16.300.000          |
| 4    | Johannesburg-Pretoria | Zuid-Afrika    | 14.800.000          |
| 5    | Luanda                | Angola         | 9.650.000           |

## Grootste metropolen in Azië
| Rang | Gebiedsnaam | Land      | Bevolking (geschat) |
| ---- | ----------- | --------- | ------------------- |
| 1    | Guangzhou   | China     | 72.700.000          |
| 2    | Shanghai    | China     | 41.600.000          |
| 3    | Tokio       | Japan     | 41.200.000          |
| 4    | Delhi       | India     | 35.700.000          |
| 5    | Jakarta     | Indonesië | 29.500.000          |

## Grootste metropolen in Europa
| Rang | Gebiedsnaam     | Land                | Bevolking (geschat) |
| ---- | --------------- | ------------------- | ------------------- |
| 1    | Moskou          | Rusland             | 18.800.000          |
| 2    | Istanboel       | Turkije             | 16.000.000          |
| 3    | Londen          | Verenigd Koninkrijk | 15.100.000          |
| 4    | Parijs          | Frankrijk           | 11.500.000          |
| 5    | Rijn-Ruhrgebied | Duitsland           | 10.900.000          |

## Grootste metropolen in Noord-Amerika
| Rang | Gebiedsnaam          | Land             | Bevolking (geschat) |
| ---- | -------------------- | ---------------- | ------------------- |
| 1    | Mexico-Stad          | Mexico           | 25.400.000          |
| 2    | New York             | Verenigde Staten | 21.800.000          |
| 3    | Los Angeles          | Verenigde Staten | 17.100.000          |
| 4    | Chicago              | Verenigde Staten | 9.600.000           |
| 5    | Washington-Baltimore | Verenigde Staten | 8.650.000           |

## Grootste metropolen in Zuid-Amerika
| Rang | Gebiedsnaam        | Land       | Bevolking (geschat) |
| ---- | ------------------ | ---------- | ------------------- |
| 1    | São Paulo          | Brazilië   | 22.600.000          |
| 2    | Groot-Buenos Aires | Argentinië | 16.800.000          |
| 3    | Rio de Janeiro     | Brazilië   | 13.600.000          |
| 4    | Lima               | Peru       | 12.000.000          |
| 5    | Bogota             | Colombia   | 10.600.000          |

## Grootste metropolen in Oceanië
| Rang | Gebiedsnaam | Land          | Bevolking (geschat) |
| ---- | ----------- | ------------- | ------------------- |
| 1    | Melbourne   | Australië     | 5.200.000           |
| 2    | Sydney      | Australië     | 5.150.000           |
| 3    | Brisbane    | Australië     | 3.450.000           |
| 4    | Perth       | Australië     | 2.350.000           |
| 5    | Auckland    | Nieuw-Zeeland | 1.530.000           |